# Greatest Hits (Night Ranger)
Greatest Hits è una raccolta del gruppo musicale statunitense Night Ranger, pubblicata nel maggio 1989 dalla MCA Records.

## Tracce
1. (You Can Still) Rock in America – 4:14 (dall'album Midnight Madness)
2. Sing Me Away – 4:08 (dall'album Dawn Patrol)
3. Goodbye – 4:18 (dall'album 7 Wishes)
4. When You Close Your Eyes – 4:17 (dall'album Midnight Madness)
5. Sister Christian – 5:01 (dall'album Midnight Madness)
6. Don't Tell Me You Love Me – 4:20 (dall'album Dawn Patrol)
7. Sentimental Street – 4:10 (dall'album 7 Wishes)
8. The Secret of My Success – 4:26 (dall'album Big Life)
9. Restless Kind – 4:39 (dall'album Man in Motion)
10. Four in the Morning (I Can't Take Any More) – 3:51 (dall'album 7 Wishes)
11. Eddie's Comin' Out Tonight – 4:24 (dall'album Dawn Patrol)
12. Rumours in the Air – 4:32 (dall'album Midnight Madness)

## Formazione
- Jack Blades – voce, basso
- Jeff Watson – chitarra
- Brad Gillis – chitarra
- Alan Fitzgerald – tastiere
- Jesse Bradman – tastiere (traccia 9)
- Kelly Keagy – batteria, voce